# The Spirit of '17
The Spirit of '17 è un film muto del 1918 diretto da William Desmond Taylor. Sceneggiato da Julia Crawford Ivers, si basa su una storia di Judge Willis Brown.

## Trama
Figlio dell'aiutante generale responsabile della casa del soldato in una piccola città che si trova vicina a una miniera di rame, Davy Glidden è un ragazzo che ha come idolo il capitano Jerico Norton, un anziano veterano che passa il tempo a raccontargli le sue imprese all'epoca della guerra civile. Durante una visita della signora Edward alla signora Glidden, Davy resta molto colpito da Flora, la figlia dell'amica di sua madre, ma la ragazza lo ignora. Preso dall'entusiasmo patriottico delle storie narrategli da Norton, Davy, per attirare l'attenzione di Flora, cerca anche lui qualcosa di eroico e di nobile da compiere. Quando sente per caso il piano di due spie tedesche, Carl Bender e Frank Schmale, che stanno progettando non solo di organizzare uno sciopero alla miniera, ma anche di far saltare il posto, Davy si mette in moto. Aiutato dal suo amico, il capitano Norton, fornisce ai vecchi soldati la possibilità di servire nuovamente il proprio paese: i veterani circondano i tedeschi e Davy salva Flora e il padre di lei dalla morte. Il giovane riesce a raggiungere in questo modo entrambi gli obbiettivi che si era proposto: quello di fare un atto eroico e quello di conquistare la ragazza del suo cuore.

## Produzione
Il film fu prodotto dalla Jesse L. Lasky Feature Play Company. Il soggetto era a firma di Willis Brown (Judge Willis Brown), un giudice considerato un'autorità dei problemi minorili, attivo nei tribunali per minori e fondatore di molti circoli per ragazzi.

## Distribuzione
Il copyright del film, richiesto dalla Oliver Morosco Photoplay Co., fu registrato il 13 dicembre 1917 con il numero LP11855.
Distribuito dalla Famous Players-Lasky Corporation e Paramount Pictures, il film uscì nelle sale cinematografiche statunitensi il 26 gennaio 1918.
Non si conoscono copie ancora esistenti della pellicola che viene considerata presumibilmente perduta.